# Rajd Polski 1948
Rajd Polski 1948 (a właściwie XIV Międzynarodowy Raid Samochodowego Automobilklubu Polski o Wielką Nagrodę Polski) utrzymał status oficjalnych zawodów FIA. Odbył się w terminie od 26 czerwca do 4 lipca 1948 roku. Komandorem czternastego Rajdu Polski był Włodzimierz Zeydowski. Rajd składał się z pięciu etapów o długości blisko 2637 kilometrów. Wśród startujący 80 załóg było, aż 26 z Czechosłowacji. Była to ostatnia edycja Rajdu Polski po wojnie, następna nastąpiła dopiero w roku 1954. Przerwa był spowodowana niechęcią władz, tłumaczoną sprzecznością z proletariackimi zasadami socjalizmu.
Rajd składał się z pięciu etapów:
- 26 czerwca 1948, Warszawa – Łódź (132 km), Łódź – Wrocław (224 km), Wrocław – Jelenia Góra (127 km)
- 27 czerwca 1948, Jelenia Góra – Nysa (181 km), Nysa – Katowice (150 km), Katowice – Zakopane (185 km)
- 28 czerwca 1948, Jelenia Góra – Cieszyn (422 km), Cieszyn – Zakopane (286 km)
- 28-30 czerwca 1948, Zakopane – Poznań (512 km), Poznań – Międzyzdroje (341 km)
- 1 lipca 1948, Międzyzdroje – Gdynia (349 km)
- 3 lipca 1948, Gdynia – Olsztyn (232 km), Olsztyn – Jabłonna (204 km)

Podczas rajdu rozegrano próbę szybkości górskiej, zrywu i hamowania.

## Wyniki końcowe rajdu[1]
klasa do 750 cm³
| Miejsce | Kierowca       | Samochód   |
| ------- | -------------- | ---------- |
| 1       | Ivan Hodac     | Aero Minor |
| 2       | Jaroslav Vlcek | Aero Minor |
| 3       | Viktor Mraz    | Aero Minor |

klasa do 1200 cm³
| Miejsce | Kierowca         | Samochód   |
| ------- | ---------------- | ---------- |
| 1       | Vaclav Bobek     | Škoda 1101 |
| 2       | Jaroslav Netusil | Škoda      |
| 3       | Josef Cemper     | Škoda      |

klasa do 1500 cm³
| Miejsce | Kierowca          | Samochód       |
| ------- | ----------------- | -------------- |
| 1       | W.Perkowski       | Lancia Aprilia |
| 2       | Stefan Laczkowski | Opel           |
| 3       | Julian Łączyński  | Lancia         |

klasa do 2000 cm³
| Miejsce | Kierowca           | Samochód |
| ------- | ------------------ | -------- |
| 1       | Frantisek Dobry    | Bristol  |
| 2       | Zbigniew Borowczyk | BMW      |
| 3       | Kustosz            | Willys   |
| 4       | Mirek Anton        | BMW      |

klasa do 3000 cm³
| Miejsce | Kierowca          | Samochód  |
| ------- | ----------------- | --------- |
| 1       | Jiri Pohl         | Jaguar SS |
| 2       | Jaroslav Hausmann | Tatra     |
| 3       | Wasilewski        | Willys    |

klasa powyżej 3000 cm³
| Miejsce | Kierowca       | Samochód  |
| ------- | -------------- | --------- |
| 1       | Józef Sucharda | Jaguar SS |